# Jaap Havekotte
Jaap Havekotte (16 de marzo de 1912 - 23 de abril de 2014) fue un patinador neerlandés de velocidad y centenario.
Él patinó en varios campeonatos holandeses durante la década de 1940, pero es más conocido como el fundador de Vikingo Schaatsenfabriek, un gran productor holandés de patines de hielo. El patín de hielo Vikingo resultó ser muy popular y en 1972 todos los récords del mundo de patinaje de velocidad se patinó en patines de hielo vikingos. Vikingo fue la primera compañía en producir el patín clap a gran escala. Debido a su gran influencia en el patinaje de velocidad en los Países Bajos, los patinadores de velocidad de las generaciones posteriores hablaron con entusiasmo de Havekotte y le llamaban 'Oom Jaap' ('Tío Jaap').
Havekotte murió el 23 de abril de 2014 a la edad de 102 años.